# یوسبیوس (پاپ)
پاپ یوسبیوس (به انگلیسی: Pope Eusebius) یکی از پاپ‌های کلیسای کاتولیک رم بود که بین سال‌های ۳۰۹ تا ۳۱۰ میلادی به مدت چهار ماه پاپ بود.
پاپ سنت اوسبیوس یکی از رهبران اولیه کلیسا بود. پاپی او در دوره ای رخ داد که مسیحیت هنوز دین رسمی امپراتوری روم نبود. او اعلامیه‌های مهم متعددی صادر کرد برخی از جزئیات زندگی او از سنگ نوشته‌ای برای مقبره اش که پاپ داماسوس دستور داده بود، مشخص می‌شود. این سنگ نوشته از طریق رونوشت‌های باستانی به ما رسیده بود. چند تکه از نسخه اصلی، همراه با یک کپی از سنگ مرمر قرن ششمی که برای جایگزینی نسخه اصلی ساخته شده بود، پس از تخریب توسط دی روسی در نمازخانه پاپ، در دخمه‌های کالیستوس پیدا شد. از این کتیبه به نظر می‌رسد که اختلافات داخلی شدیدی که در کلیسای روم به دلیل پذیرش مجدد مرتدان (لاپسی) در دوران آزار و شکنجه دیوکلتیان که قبلاً در زمان مارسلوس به وجود آمده بود، در زمان اوسبیوس ادامه یافت. اوسبیوس نگرش کلیسای روم را که پس از آزار و اذیت دیوکلتیان (۲۵۰–۵۱) اتخاذ شد، حفظ کرد که مرتدان نباید برای همیشه از اجتماع کلیسایی محروم شوند، بلکه از سوی دیگر، تنها پس از انجام توبه مناسب باید دوباره پذیرفته شوند.
با استناد به شدت آزار و شکنجه، بسیاری از مسیحیان مرتد می‌خواستند فوراً دوباره به کلیسا بپیوندند. امپراتور روم در آن زمان با مسیحیان مرتد هم نظر شد و یوسبیوس را به جزیره سیسیل تبعید کرد. او به زودی در ۲۶ سپتامبر اعدام شد. جسد او احتمالاً در سال ۳۱۱ به رم بازگردانده شد. دفاع قاطع او از نظم کلیسایی و تبعیدی که او به خاطر آن متحمل شد باعث شد که او را به عنوان یک شهید گرامی بدارند و پاپ داماسوس در سنگ نگاره خود اوسبیوس را با این عنوان شهید گرامی می‌دارد. جشن او هنوز در ۲۶ سپتامبر برگزار می‌شود.